# Elección presidencial de Chile de 1841
La elección presidencial de Chile de 1841 se llevó a cabo por medio del sistema de electores y dio por presidente al general Manuel Bulnes.
No existió una verdadera oposición a la candidatura de Bulnes, a pesar de que los pipiolos llevaron como candidato al expresidente Francisco Antonio Pinto, fue sin su consentimiento, lo cual los llevó a la derrota, pues el propio Pinto pidió no votar por él, ya que no competiría con su yerno, Manuel Bulnes. 
Por otro lado, la posición de Bernardo O'Higgins no era de las mejores, se encontraba exiliado en Perú, en la hacienda Montalván, y un diputado conservador decidió nominarlo y votó por él, junto a otros dos ex o'higginistas. El estado de salud de O'Higgins para esa fecha se desconoce, ya que muy pocas noticias se tenían de su confinamiento voluntario en Perú. Sin embargo cabe recordar que falleció en 1842, un año después de esta elección.
La elección de los electores se realizó en votación popular y directa entre los días 26 de junio y 2 de julio en las parroquias designadas en cada provincia. Posteriormente, los electores de cada provincia se reunieron el 25 de julio poniendo cada elector en una cédula secreta el nombre del candidato que proponia para Presidente y echándola por su mano en una urna que se hallaba colocada en la mesa del Presidente y secretarios. El congreso procedió al recuento de votos, sobre la base de las actas de escrutinio de cada provincia el 30 de agosto. De los 168 electores que debían ser elegidos en la ocasión se ausentaron cuatro: tres debido a una suspensión de las elecciones en La Serena y uno por enfermedad en Concepción.

## Resultados

### Nacional
| Candidato                          | Candidato                          | Candidato                                 | Agrupación política                | Votos |
| ---------------------------------- | ---------------------------------- | ----------------------------------------- | ---------------------------------- | ----- |
|                                    |                                    | Manuel Bulnes Prieto                      | Conservadores                      | 154   |
|                                    |                                    | Francisco Antonio Pinto Díaz de la Puente | Pipiolo liberal                    | 9     |
|                                    |                                    | Bernardo O'Higgins Riquelme               |                                    | 1     |
| Total de votos electorales válidos | Total de votos electorales válidos | Total de votos electorales válidos        | Total de votos electorales válidos | 164   |
| Total de electores                 | Total de electores                 | Total de electores                        | Total de electores                 | 168   |

### Por provincia
|                                    | Bulnes                             | 6  | 40 %  | 21 | 100 % | 35 | 97,22 % | 21 | 100 % | 6 | 100 % | 24 | 100 % | 26 | 100 % | 6 | 100 % | 9 | 100 % |
|                                    | Pinto                              | 9  | 60 %  | 0  | 0 %   | 0  | 0 %     | 0  | 0 %   | 0 | 0 %   | 0  | 0 %   | 0  | 0 %   | 0 | 0 %   | 0 | 0 %   |
|                                    | O'Higgins                          | 0  | 0 %   | 0  | 0 %   | 1  | 2,78 %  | 0  | 0 %   | 0 | 0 %   | 0  | 0 %   | 0  | 0 %   | 0 | 0 %   | 0 | 0 %   |
| Total de votos electorales válidos | Total de votos electorales válidos | 15 | 100 % | 21 | 100 % | 36 | 100 %   | 21 | 100 % | 6 | 100 % | 24 | 100 % | 26 | 100 % | 6 | 100 % | 9 | 100 % |
| Abstenciones                       | Abstenciones                       | 3  |       | 0  |       | 0  |         | 0  |       | 0 |       | 0  |       | 1  |       | 0 |       | 0 |       |
| Total de electores                 | Total de electores                 | 18 |       | 21 |       | 36 |         | 21 |       | 6 |       | 24 |       | 27 |       | 6 |       | 9 |       |
| Fuente: Urzúa Valenzuela, 1992.    |                                    |    |       |    |       |    |         |    |       |   |       |    |       |    |       |   |       |   |       |